# 吉村洋文
吉村 洋文（よしむら ひろふみ、1975年〈昭和50年〉6月17日 - ）は、日本の政治家、弁護士、税理士。大阪維新の会所属。大阪府知事（公選第20・21代）、大阪維新の会代表（第3代）、日本維新の会代表（第4代）。
過去には、大阪市長（1期）、衆議院議員（1期）、大阪市会議員（1期）、おおさか維新の会政務調査会長（初代）、大阪維新の会政務調査会長（第2代）、同代表代行、日本維新の会副代表、同共同代表を務めた。

## 経歴
大阪府河内長野市出身。河内長野市立千代田小学校、河内長野市立千代田中学校、大阪府立生野高等学校を経て、1998年（平成10年）3月に九州大学法学部卒業。

### 弁護士として
1998年10月、司法試験に合格し、2000年に弁護士登録。熊谷信太郎弁護士の法律事務所に勤務。
この時期に弘中惇一郎らと大手消費者金融武富士の訴訟代理人（顧問弁護士）を務める。法人である消費者金融・貸金事業の武富士と会長で創業者である武井保雄が反社会的な取り立てや違法な業務などを行ったとして週刊プレイボーイで告発した寺澤有への訴訟（総額2億円）を担当したが、これについてはスラップ訴訟であるとの指摘も受けた。
2003年12月、武井がジャーナリスト宅盗聴事件に関与したとして電気通信事業法違反で逮捕され、武富士会長を辞任した後、スラップ訴訟を認めて訴訟を終了させた。
2005年1月、熊谷綜合法律事務所から独立し、共同経営でスター綜合法律事務所を開設。また、歌手のやしきたかじんの顧問弁護士を務めた。
2014年1月3日、やしきたかじんが死去すると、吉村はその遺言執行者として、同月7日にたかじんの個人事務所P.I.Sへ入り、同社の実印や通帳、帳簿類や契約書などを持ち出し、後に実印と決算書などを遺族に手渡した。だが、2月に入って、たかじん本人が同社の全株50株のうち12株しか持っていないことが判明し、全株の4分の1にも満たないため、たかじんの遺志だけではその遺族が社長になれないことが明らかになった。その後、会社は吉村に何度か返還を要求したが、少なくとも同年10月までには戻ってこなかった。

### 政治家として

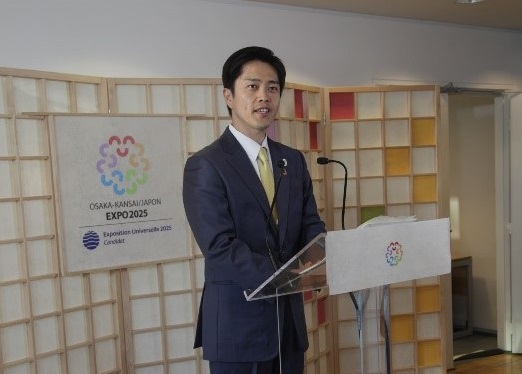
2018年10月、日本政府主催レセプションにて

大阪市議会議員
2011年、大阪維新の会公認で大阪市会議員選挙に北区選挙区から出馬し、当選。当時、この選挙では維新の候補者が足らず、やしきたかじんが紹介した吉村を橋下徹代表が口説く形で政界入りした。
2013年5月からは市議団政調会長を務めた。
衆議院議員
2014年、大阪市会議員を辞職。同年の第47回衆議院議員総選挙に維新の党公認で大阪4区から出馬。自由民主党前職の中山泰秀に敗れたが、重複立候補していた比例近畿ブロックで復活し、当選した。
衆議院議員在職中は維新の党政調副会長や、大阪維新の会の「都構想推進本部」（本部長：橋下徹）の局長も務めた。橋下の信頼も厚く、大阪都構想の制度設計では中心的な役割を担っていた。
2015年9月26日には、橋下の任期満了に伴う大阪市長選挙に、大阪維新の会が吉村を擁立する意向が報じられる。
10月1日、辞職願を大島理森衆議院議長に提出し、同日許可された。
大阪市長
11月22日投開票の大阪市長選挙に大阪維新の会公認で出馬し、自民党の推薦及び民主党大阪府連・日本共産党大阪府委員会の支援を受けた前大阪市議の柳本顕、元北区長の中川暢三らを破り、当選した。
12月19日、正式に大阪市長に就任した。史上初の大阪市会議員経験のある市長であり、中井光次以来の国会議員経験者の市長でもある。
2017年、2025日本万国博覧会誘致委員会副会長就任。
大阪府知事
2019年3月8日、大阪都構想住民投票の実施をめぐる公明党との協議決裂を受け、3月20日付での大阪市長の辞職願を提出し、統一地方選挙に行われる大阪府知事選挙に出馬することを表明した。これに対し、大阪市議会は自民、公明、共産などの反対多数で不同意とした。維新は「最後は選挙で決めていただくのが民主主義の根幹。民意を改めて聞く、極めてまっとうな態度だ」と辞職に賛意を示した。公明は「大義なき選挙、税金の無駄遣いだ。ポストを私物化し、市長の立場より政治的課題を優先するのは党利党略、あるまじき行為だ」と反対。共産は「自分勝手の極み。知事市長の職責はそんなに軽いのか。公選法の目的からも脱法的行為との批判は免れない」と批判した。議会が辞職願を不同意としたため、3月21日の府知事選告示日に市長を自動失職した。市長としての在任期間は1期約3年3ヶ月であった。また、1971年以来48年ぶりに統一地方選挙の日程で大阪市長選挙が行われることとなった。
2019年4月7日に執行された大阪府知事選挙では、対立候補の小西禎一に勝利して、第10代公選大阪府知事に当選を果たし、翌日の8日に就任。公選の大阪市長を経験した者が公選の大阪府知事に就任したのは初めて。現職の都道府県知事の中では3番目に若い。
6月16日、大阪維新の会の代表代行に就任した。
8月31日、日本維新の会の副代表に就任した。
2020年11月1日、維新の党是でもある大阪都構想についての二度目の住民投票否決を受け、「市民の判断を率直に受け止める。都構想再挑戦を僕がやることはない」と述べた。
11月21日、大阪維新の会の全体会議にて、片山一歩大阪市議を破り、住民投票否決の引責で辞任した松井一郎の後任の党代表に選出された。
2022年7月10日、松井は日本維新の会の代表についても辞任する意向を表明。同日に吉村は知事職や地域政党「大阪維新の会」の党務に専念するとし、日本維新の会の代表選挙には立候補しない意向を示した。
8月18日、吉村はtwitter上で代表選で馬場伸幸共同代表を支持する考えを表明した。
8月27日の党代表選投開票の結果、馬場が新代表に選出され、吉村は共同代表に就任した。
12月20日、翌年4月の大阪府知事選挙への出馬を表明。また、同日実施の大阪市議会議員選挙で維新の獲得議席が過半数に満たない場合には、「大阪維新の代表を辞任する」と述べた。
2023年4月9日投開票の大阪府知事選挙では、次点の候補に200万票以上の差をつけ、2期目の再選を果たした。なお、吉村がこの知事選で獲得した243万9444票は、1999年の知事選で横山ノックが獲得した235万票を超え、過去最多の得票数となった。また、自身の進退を賭していた大阪市議選でも、維新による単独過半数の議席獲得を達成した。
2024年11月19日に任期満了に伴う大阪維新の会代表選挙が実施され、中野宏基豊中市議を破り再選した。同年12月1日には馬場伸幸代表の後任を選ぶ日本維新の会代表選挙が実施され、金村龍那衆議院議員、空本誠喜衆議院議員、松沢成文参議院議員の3人を破り新代表に選出された。

## 政策、主張
- 日本国憲法第9条の改正、集団的自衛権の行使に賛成[46]。
- 2015年10月に予定されていた、消費税率の10%への引き上げを2017年4月まで1年半、先送りした安倍晋三首相の判断を評価する一方で、10%への引き上げの際の軽減税率の導入に反対しており、アベノミクスについても評価していない[46]。
- 首相の靖国神社参拝に賛成[46]。
- 北朝鮮が弾道ミサイルを発射したことに対して、抗議を行った[47]。
- 村山談話、河野談話の見直しに反対[46]。
- 米サンフランシスコ市で新たな慰安婦像の設置の動きに対して、「不確かで一方的な主張をそのまま歴史的事実として記すことは、歴史の直視ではなく日本批判にあたる」「合意（日韓合意）の精神を傷つけるもの」として、サンフランシスコ市の当時の市長だったエドウィン・リーに対して、大阪市長として慎重な対応を求め、受け入れられなければ両市姉妹都市関係を解消するとの公開書簡を送った[48]。その後リーの急死を受けた後任のロンドン・ブリード市長は「我々2都市の市民間に存在している関係を、1人の市長が一方的に終わらせることはできない」と回答したが慰安婦像の撤去には応じなかった。このため吉村は2018年10月、一方的に姉妹都市を解消した。
- 特定の民族や人種に対するヘイトスピーチの法規制に賛成[46]。
- 2019年8月7日、定例記者会見であいちトリエンナーレにおける「表現の不自由展・その後」展示中止問題に言及し、大村秀章愛知県知事について「辞職相当だと思う」と述べた[49]。2020年6月2日に医師の高須克弥や作家の百田尚樹・竹田恒泰らが大村へのリコール運動を行うことを表明すると、吉村は同日に「応援する」と発言した。しかし、翌3日に維新の松井一郎代表が「愛知県民が判断する話だ」「大阪府知事が（他県の首長の）辞職の旗を振るというのは違うんじゃないか」とたしなめたため、これを受け吉村は「賛成の立場だが、大阪の仕事に専念します。僕自身がリコール活動に参加するということはないし、維新としても当然ない」と釈明した[50][51]。
- 2016年6月に行われた関西電力の株主総会では京都市の門川大作市長と共同で再生可能エネルギーの導入推進や脱原発を求める5議案などを提案。「福島の事故は続いており、あんな危険なものはない」などと質問をしたが、森詳介会長に「質問時間が4分を過ぎています。簡潔にお願いします」と注意されると、吉村は「大株主である大阪市の意見を聴いてほしい。なぜ意見を聴く機会を持とうとしないのか」といらだった口調で詰め寄った[52][53]。
- 日本のカジノ解禁に賛成[46]。
- 特定秘密保護法に反対[46]。
- 選択的夫婦別姓制度導入について、「どちらかといえば賛成」としている[54]。
- 2021年11月13日、吉村は同年10月31日投開票第49回衆議院議員総選挙で初当選した議員にも10月分の文書通信交通滞在費（文通費）が満額支給されていることについて、「どうやら1日だけでも国会議員の身分となったので、10月分、100万の札束、満額支給らしい。領収書不要。非課税。これが国会の常識。おかしいよ」とTwitterに投稿した[55]。しかし、吉村は自身が大阪市長選の立候補のため2015年10月1日付けで衆議院議員を辞職した際に10月の文通費100万円を受け取っていたことをれいわ新選組の大石晃子衆議院議員に指摘され、「記憶が曖昧ですが、文通費を受けています」と述べ、当時の文通費100万円を（国庫返納が現行ではできないため）寄付する意向を示した[56][57]。
- 2021年12月に大阪港湾局が中国の武漢と湾港提携を結んだが、その際の説明会のプログラムに「一帯一路」の記載があり、中国メディアが「一帯一路」への参加を想起させる表現で報じたことからSNS上で物議を醸した。その後府議会で西野修平府議（自民）が「中国側の戦略に利用されており、港湾管理のガバナンスを改めるべきだ」と提起したが、吉村は「国防の観点から、問題があるなら当然やめるべきだと思うが、そうとも思わない」と述べ、協力関係を維持する考えを示した[58]。
- 2024年11月に日本維新の会代表選に立候補した際は、「永田町の飲み食い政治はもうやめる」と述べ、党代表を退任予定の馬場伸幸らが会食で築いた自民党議員らとの関係に基づく「密室政治」に否定的な見解を示した[59]。一方で第217回国会において2025年度政府予算案の交渉で行き詰まった吉村執行部は、「国対政治」に精通する遠藤敬前国対委員長の人脈を頼りに与党との交渉を進めた。そのため、予算案の賛成を了承するために開いた両院議員総会では、馬場に近い議員が「国対政治が必要なら、『必要や』と言わなあかん！！」と述べ吉村の言動不一致を追及するなど党内手続きは紛糾した[60]。

## 大阪市長として

### 教育
- 「子どもの貧困対策や待機児童対策など、子どもへの投資にさらに力を入れていきたい」と述べ、子どもの成長を社会全体で支えるため、NPOや市民団体などと連携して、子どもの貧困対策を本格的に実施する事を明らかにした[61]。
- 「親の経済格差が子どもの教育格差につながることがあってはならない」と主張し、2016年度から5歳児の幼稚園・保育所の保育料を無償化する方針を示した[62]。
- 教員の新たな人事給与制度の導入を決定。吉村は「頑張っている先生がきちんと評価され、昇給する制度が必要だ」と述べた[63]。2018年8月には大阪市の全国学力テストの正答率が政令市で2年連続最下位だったことを受け、全国学力テストの結果を教員の手当や人事評価に反映させる考えを示した。これに対して林芳正文部科学大臣は「テストの趣旨や目的を踏まえてほしい」と慎重な判断を求めたほか、「夜回り先生」として知られる教育者の水谷修は「大阪の子の学力の背景に家庭や貧困の問題があるのは明白だ。十分な対策を講じてきたと言うなら、その成果が上がっていないということだ」と不快感を表明するなど波紋が広がり、維新市議団の会議でも市長方針への賛否が分かれた[64][65]。また、地方公務員法では職員一人一人の能力や業績に応じた評価を行うと規定しており、学校ごとの一律の評価は法律に抵触する恐れも指摘されたため、最終的に全国学力テストの活用は見送り、大阪府市が独自に行うテストの結果を校長の評価にのみ反映させる方針となった[66]。

### 情報公開
- 上記の教員の評価基準策定を巡っては、市民団体が吉村と大阪市特別顧問の大森不二雄（東北大学教授）との間でメールで協議していた内容を情報公開請求したところ、吉村が私用アドレスを使っていたため、「不存在」を理由に非公開とされた[67]。吉村はこれらのメールについて「個人的な意見交換」として公務には当たらないとの認識を示したが、大森が事務局に送っていたメールには、吉村とメールで制度案を具体的に議論していた形跡があった[68]。また、橋下市長時代のメールは約1360件が公開されたが、吉村市長時代に公開されたのは6件で、公用アドレスはほぼ使われていなかった[69]。

### 健康対策
- 市民の健康寿命を延ばす協定を大阪市立大学と締結。「効率的な住民サービスのためには科学的な根拠や知見を踏まえた政策決定が重要だ」と述べた[70]。

### 高齢者福祉
- 「真に支援を必要とする人々」への支援策の一つとして、特別養護老人ホームの建設費の助成に37億6500万円を計上した[71]。
- 橋下市長時代に導入された敬老優待乗車証（敬老パス）への年間3000円の自己負担金について、利用者が減少している要因だとして廃止する考えを示した[72]。

### 受動喫煙対策
- 国が発表した健康増進法改正案よりも規制の厳しい受動喫煙防止条例を検討。「海外に比べて規制が緩い。国際都市を目指すと言いながら、受動喫煙対策がおろそかだったら、それは違う」と述べた[73]。
- 受動喫煙規制に消極的だった松井一郎大阪府知事に対し、「健康をテーマに万博を誘致しているのに、知事が国の基準で十分と言うのは違う」と非難したことにより、大阪市と大阪府の条例を一本化し、厳格化する意向を取り付けた[74]。

### 旧陸軍墓地
- 旧大日本帝国陸軍の戦死者らを慰霊し、日本で最初[75]かつ最大の陸軍墓地「真田山陸軍墓地」の荒廃が深刻化している問題について、2018年8月29日、「国が改修も含めてしっかりと管理すべき」と述べ[76]、11月に安倍晋三首相宛てに「旧真田山陸軍墓地の管理・維持保全に関する要望について」と題して、「建築基準法上の耐震基準を満たさないものがあり、財産所有者である国による抜本的な対策が必要」であり、特に、南海トラフ地震などの巨大地震に備えて「納骨堂の耐震対策をはじめ、墓石の破損・風化対策が喫緊の課題」と要望書を提出した[77][78]。「（墓地）参道の舗装や電灯の整備」などに必要な予算を計上することを表明した[79]。

### 2025年日本国際博覧会
- 2025年日本国際博覧会を大阪・関西に誘致すべく奔走。各国の代表らが参加する万博誘致フォーラムに出席。パリ駐在の各国ＢＩＥ政府代表らと個別会談もし、支持を訴えて回った。吉村は「一国でも多く、支援要請をしていきたい」と述べた[80]。
- 2025年日本国際博覧会の開催地を決定する総会において、「日本の技術力や国際貢献、大阪の先進的な都市機能に加えて、日本人の誠実さや運営能力が高く評価され、他の競合国に対する強みになっている」と語った[81]。
- 万博の大阪開催決定後、大阪府および大阪市では会場予定地の大阪市此花区と同北区の2拠点を連携させ、来場者が回遊できるような仕組みを構想。北区では、最先端医療や産業創出をテーマに整備するとしている。吉村は「万博と理念が共通する部分があり、関連エリアとして世界中から人を呼び込みたい」と述べた[82]。

### 御堂筋歩道化構想
- 2018年3月、大阪市や経済団体でつくる御堂筋の将来構想を話し合う有識者委員会は、御堂筋完成100年となる2037年をめどに車道を閉鎖して御堂筋を完全歩道化する提言案をまとめ、公表した。この中で吉村は「完成100周年を迎える時期には、完全な人中心の空間の実現を目指したい」と述べた[83]。

## 大阪府知事として

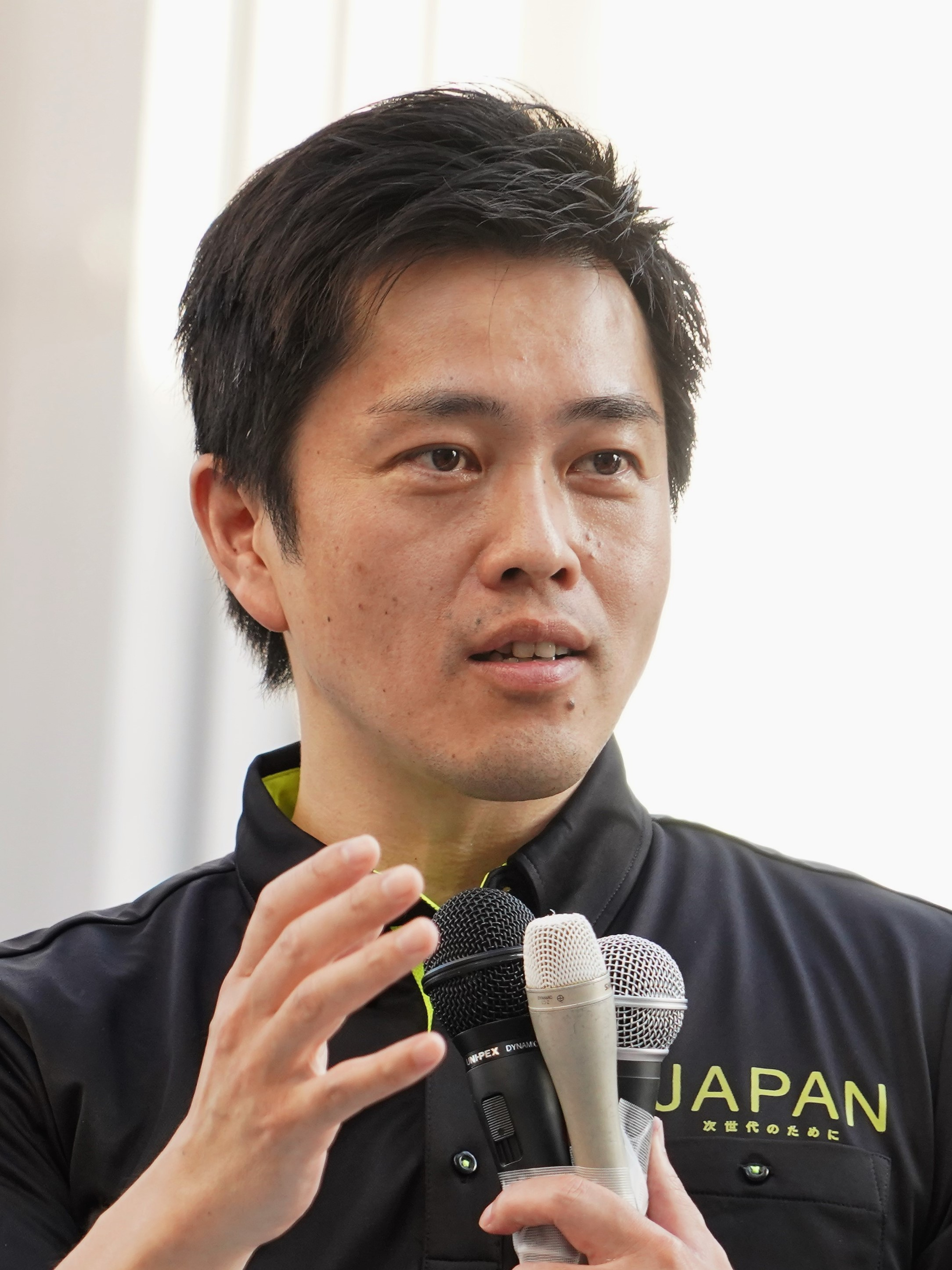
2022年6月26日、銀座三越前にて

### 新型コロナウイルス対策

#### 第1波 大阪モデル発表
2020年（令和2年）に流行した新型コロナウイルスを巡っては、1月31日に感染防止のため、関西国際空港に入国した中国からの乗客に災害備蓄用のマスク10万枚を無償配布することを決めた。
3月13日には、「新型コロナの特徴や弱点が見えてきた。（感染が）急拡大する環境を作らず、社会活動を再開させることも重要。経済活動を戻すべき時期と判断した」と述べ、府主催のイベントや休館中の府の屋内施設を21日以降順次再開する方針を決めた。しかし、3月19日に厚労省から提供された資料から独自に判断をして、20～22日の3連休について「兵庫で爆発的な感染がいつ起きてもおかしくない。大阪も増えており警戒しなければいけない」として「大阪と兵庫間の不要不急の往来は控えてほしい」と呼びかけた。
この呼びかけは兵庫県への事前相談もなく行ったため、井戸敏三兵庫県知事も同日、吉村の対応に不快感をにじませた。また、大阪府は翌20日に「具体的に大阪が挙げられており、専門家の提案や試算は重く受け止める必要がある」として府主催のイベントの自粛を4月3日まで延長する方針を決めた。
吉村は同日、厚生労働省の専門家の試算が盛り込まれた非公開前提の文書を公開したが、文書には「大阪府・兵庫県内外の不要不急な往来の自粛を呼びかける」と太字で記載されており、「両府県内外の往来」がなぜ「府県間の往来」に変わったのかについて吉村は「（厚労省提案の）文字面を読めばそうなる」「普通の日本人が読めば大阪、兵庫間の往来と読める」と述べ理由を明らかにしなかった。しかし、厚労省は「趣旨は2府県間の往来ではなく一般的な外出の自粛呼びかけだった」と説明し、府庁内でも「単に文言を読み間違えたのではないか」との指摘が相次いだ。その後、吉村は「政治判断で大阪と兵庫に絞り込みをかけた」と主張した。また、兵庫との往来のみを自粛要請したことで、結果的に京都府への人出が増えた。
兵庫県は24日に自粛期間を31日まで延長することを決めたが、吉村は26日、「大阪府内での今の感染者数の推移では、今週末に外出の自粛をお願いすることはない」と述べ、府内では現時点で、外出の自粛などを求める状況にはないという認識を示した。しかし、27日に一日としては最も多い20人が新型コロナウイルスに感染していることが確認されたことを受け、同日午後8時半に翌28日、29日の週末の2日間の不要不急の外出自粛を呼びかけた。
4月7日には、大阪府を含む7都府県について国が緊急事態宣言を発令したことを受け、同日以降、改めて府民に対して外出自粛を強く求めた。娯楽施設の休業要請については、「2週間から3週間の間に効果が見えてくる。それを踏まえて、使用制限を判断する」と述べ、経済への悪影響を懸念して対象を絞りたい政府に配慮する形ですぐさまに実施することを見送っていたが、10日に東京都が政府を押し切る形で幅広く休業を求める方針を決定したため、同日、前倒しして13日に実施するかどうかを判断する方針を明らかにした。
4月14日には、新型コロナウイルス感染症における予防ワクチン・治療薬などの研究開発のため、大阪府が大学や医療機関、大阪市などと連携・協定を締結し、オール大阪ワクチンを開発することを発表し、この中で吉村は「ワクチンの治験については、早ければ7月から開始予定。9月から実用化に向かう。年内には10万から20万単位でワクチン投与させる」と述べたが、同年11月には接種開始時期について「来年春から秋ごろになると聞いている」と見通しを修正している。その後、2022年9月9日に大阪発のコロナワクチン開発断念や治療薬承認見送りを発表した。
5月5日には、政府が休業要請の解除基準を示さないことを理由に、大阪府独自に「大阪モデル」という数値的な指標を掲示した。主な自粛緩和の基準として「新規感染者のうち感染経路不明者が10人未満」「PCR検査においてコロナ陽性率が7%未満」「重症患者用の病床使用率が60%未満」という3つの条件を7日連続で達成した場合、大阪府内の自粛要請を慎重に経過観察しつつ段階的に解除すると発表した。吉村はこの中で政府に対し「具体的な基準を示さず、単に（緊急事態宣言を）延長するのは無責任だ」などと述べたが、西村康稔経済再生相は、休業要請は都道府県知事の権限で行うものだとする新型インフルエンザ等対策特別措置法の内容を説明し、「（吉村氏が）自身で説明責任を果たすのは当然だ。何か勘違いされているんじゃないかと思う」と不快感をあらわにした。この指摘を受けて吉村は後日、謝罪を行った。また、京都府の西脇隆俊知事は「関西モデル」を作れなかったのかとテレビ番組で問われた際、「（大阪から）根回しや相談はなかった」と説明した。
吉村は大阪モデルの発表にあたり、「具体的な数値や割合を出して、判断ができるだけ恣意的にならないように」と述べていたが、5月23日にはモデルの基準を一部変更。この変更に当たっては、記者会見も、専門家を交えて協議する対策本部会議も開かれなかった。これを受け京都大学iPS細胞研究所所長の山中伸弥は「結果を見てから基準を決める。科学でこれをすると信頼性が揺らぎます」「府の対策が、科学から政治に移ったことを意味します。大阪府民として非常に心配です」と懸念を表明した。6月12日には大阪モデルの再見直しに着手し、会議の中では感染収束のスピードを、直近1週間の感染者数を累計の感染者数で割った数字で予測する「K値」の考案者である大阪大学の中野貴志教授（物理学）が大阪・兵庫の往来自粛や、緊急事態宣言に伴う大規模な休業要請について「効果が無かった」と発言した。吉村はこれらの見解に対し「その時の判断として必要だったと思うが、一つの有力な意見だ」と強い関心を示した。その後の情報公開請求で吉村と中野は6月4日に事前に意見交換をしており、吉村は「専門家会議で、自粛は意味がなかったとどんどん発信してほしい」と要請していたことが明らかとなった。修正版の大阪モデルは7月3日に決定され、①経路不明者数（10人以上、直近7日間平均）②経路不明者数の前週比（2倍以上、同）③直近7日間の累積新規感染者数（計120人以上かつ後半3日間で半数以上）の①～③すべてを満たせば黄信号、④黄信号が点灯した日から25日以内に重症者の病床使用率が70％以上を満たせば赤信号となる内容で、従来のモデルより黄・赤信号を点灯しにくくした。大阪モデルの指標の一部に考え方が採用された「K値」の予測では7月上旬には感染者数がピークアウトする見通しであったが、その後も感染者は増え、K値による感染状況の予測には狂いも生じた。

#### 第2波 うがい薬会見
7月12日には修正版大阪モデルの黄信号が点灯し、7月22日には1日の新規感染者数が過去最多となる121人に上ったが、吉村は7月23日から始まる4連休について、府民へ外出の自粛要請はしない考えを示した。7月28日の対策本部会議では黄信号点灯以降も繁華街の人出がほとんど減っていないデータが示され、「黄信号の大きな効果はない」との懸念が示され、同日に一部施設に休業を求める「黄信号2」の基準を決めた。
8月4日、吉村は松井一郎大阪市長、大阪はびきの医療センターと共同で記者会見を開き、「うそみたいな本当の話をさせていただきたい。ポビドンヨードを使ったうがい薬を使って、うがいをすることでコロナの陽性者が減っていく」と述べ、イソジンなどのポビドンヨードを含むうがい薬で1日4回うがいをしたコロナウイルスの陽性患者だと、うがいをしていない陽性患者より唾液でのPCR検査の陽性率が下がるとする研究結果を公表し、「府民には、うがい薬で8月20日まで集中的にうがいを励行してもらいたい」と述べた。この会見は当初、医薬品医療機器法との関係を考慮して「イソジン」などの個別商品名は出さず、「効果がある」などの表現も控え、府が協力して研究を継続するという内容にとどめる方針だったが、吉村の意向を踏まえて変更し、「ポビドンヨードうがい薬によるうがいを励行してください」と明記されたフリップを追加するなどした。これを受け全国で同種のうがい薬の品切れが相次いだが、翌5日に厚生労働省は国として推奨する段階ではないとの見解を示し、日本医師会の中川俊男会長も「科学的根拠が十分ではない」と指摘した。また、うがいとかぜの関係について詳しい京都大学医学部の川村孝名誉教授は、かぜの場合だと過去の研究では水でのうがいとうがい薬でのうがいに感染率の差はないとしたうえで、「ポビドンヨードは、ウイルスだけではなく、もともと口の中にいる細菌を根こそぎ絶やしてしまいかえって防御力が落ちてしまう可能性もある」と指摘した。吉村は同日の記者会見で、「予防効果があるとは、ひと言も言っていない。ぼくが感じたことをしゃべり、『それは間違いだ』と言われたら、ぼく自身、言いたいことが言えなくなる」などと釈明し、買い占めや転売をしないよう求めた。この会見直後に特定の製薬会社の株価が高騰し、インサイダー取引の疑惑も持たれることになった。。これにたいして、吉村は「吉村インサイダー疑惑なるものは、名誉毀損になりますので、削除されるようお願いします。一線を超えるものは、然るべき対応をとります」と恫喝した。一方で2021年4月25日にはシンガポール国立大学病院の研究者らは、抗マラリア薬のヒドロキシクロロキンとポビドンヨードの喉スプレーがそれぞれ、新型コロナウイルスの感染が激しい密の環境で、感染拡大を鈍化させる一定の効果が認められたとの研究結果を発表した。シンガポールの寮で集団生活する外国人労働者を対象に試験調査したところ、6週間後の陽性率が50%弱と、ビタミンC服用を服用させたグループ（陽性率70%）より低かったとされる。
8月中旬には府内の重症者数が半月で3倍以上に急増した。吉村はこれについて同月14日、「大阪では死者を減らすため、できるだけ早めに人工呼吸器を付けていると聞いている」と述べたが、この発言に対し医療関係者からは事実ではないとして吉村の誤解を指摘する声が相次いだ。

#### 第3波 「医療非常事態宣言」発令・2度目の緊急事態宣言
10月下旬から府内の新規感染者数が増加傾向に転じたが、吉村は11月中旬まで「一人一人が感染対策の意識を高めることが最も有効な手段」と強調し、特別な対策を取ってこなかった。11月11日に府は静かに飲食することやマスク着用の徹底を呼びかけたが、夏の「5人以上での飲食自粛」より弱い内容だった。11月18日の庁内会議では健康医療部が最悪の場合12月8日に病床が足らなくなるという分析を示したが、第1波、第2波での試算が当たらなかったこともあり、危機感は共有されなかった。府の1日の感染者数が370人に上った11月20日の対策本部会議でも、吉村は北海道では始まっていた時短営業の再要請について慎重姿勢を崩さなかった。しかし、翌21日からの3連休で過去最多の感染者数の更新が続くと、府は急遽24日にも対策本部会議を開き、北区と中央区の飲食店などに時短営業を要請する方針を決めたが、11月末時点での実質的な病床使用率は86.7%にまで上昇しており、医療関係者からは「対応が遅すぎる」と強い批判が上がった。また、新規感染者が増加した10月下旬には吉村と松井一郎大阪市長は大阪都構想の住民投票の投開票を前に連日街頭演説に立っており、府庁内からは「知事は都構想で頭がいっぱいだった」の指摘も出た。情報規制によってコロナ不安を鎮静化するため、11月11日には大阪府本部会議において全国で唯一となる患者情報の個票公表廃止を決定し、政府の一部統計に大阪府の情報だけが反映されない状態にした。
11月30日には新型コロナの重症者だけを受け入れる「大阪コロナ重症センター」の第1期分が完成したが、患者の受け入れに必要な医療従事者は確保のめどは立っておらず、大阪府医師会の茂松茂人会長は「以前から、病床は余っていても運営するスタッフが足りていないと言ってきた。ずっと議論してきたのに、慌てて対策を講じても遅い」と府の対応を批判した。12月3日に吉村は「自粛は意味がなかったとどんどん発信してほしい」と述べていた従来方針から転換させ、「医療非常事態宣言」を発令し、府民に対し不要不急の外出を控えるよう呼びかけた。また、12月5日には出演した民放番組で自衛隊に看護師の派遣を打診していることを明かした。これに対しては自衛官出身の佐藤正久参院議員が「自衛隊は便利屋ではない。それを理解した上で緊急対応の必要性から要請内容を具体化して要請するのが基本」と指摘し、吉村が「便利屋と思ったことは一切ありません」と応酬する一幕もあった。12月10日には和歌山県の仁坂吉伸知事が、「大阪が危ない。日本も危ない。」と題するコラムを県公式サイトに載せ、仁坂はこの中で以前から何度か府に対して爆発的な感染拡大が起こらないようアドバイスをしてきたことを明かし、医療崩壊を防ぐため、陽性者の隔離や検査の強化といった保健行政の機能強化を訴えた。吉村はこれに対し、「貴重なご意見をいただいている」とした上で「和歌山（仁坂知事）と言い合うつもりはない」と述べた。
2021年1月4日には感染拡大を受け、関東の1都3県の知事が国に緊急事態宣言の発令を要請したが、同日吉村は「大阪は現状で感染急拡大をなんとか抑えられている。今の段階では国に対して要請するつもりはない」と述べた。しかし、府内の新規感染者数は6日に560人、7日に607人と2日連続で過去最多を更新し、吉村は7日に「明らかに感染拡大の兆しが見えているなかで、先手の対応を打つべきだ」と述べ、一転して兵庫や京都と調整し緊急事態宣言の発令を要請する考えを示した。
2月1日の府の対策本部会議では吉村が政府への宣言解除要請を判断する独自基準策定を急きょ表明し、4日には『①新規感染者数の直近1週間平均が300人以下②重症病床使用率が60%未満』のいずれかを7日間満たした場合に専門家の見解も踏まえて解除要請を決定すると決めた。政府は解除基準について、重症病床使用率の目安は「50%」としており、政府が示す解除より緩い内容になっていることから、府専門家会議の座長を務める朝野和典大阪大学教授（感染制御学）は①・②の「いずれか」ではなく「両方」を満たした場合に解除を検討するよう求め、一部の府幹部も病床率の基準に異論を唱えたが、吉村は「国が『駄目だ』となれば、国に説明責任が生じる。府として宣言に相当しないと考えたら、解除要請はあるべき姿じゃないか」などとして押し切った。大阪府は8日に①の基準を満たしたが、直近7日間の重症病床使用率は62～70%となっており、9日の対策本部会議では解除要請に対する医療関係者らの反発が強く、要請を見送った。最終的に2月23日に大阪・兵庫・京都の3府知事で政府に対し2月末をめどに緊急事態宣言を前倒しで解除するよう要請した。

#### 第4波 3度目の緊急事態宣言
2月10日に吉村は朝日放送テレビのキャストに出演した際、緊急事態宣言解除後の感染症対策として会食中にしゃべる時だけマスクを上げ下げる「マスク会食」の義務化を飲食店へ要請する考えを示したが、府の対策会議では「マスクの表面を触るのはお勧めしない」「孤食・黙食が有効」などの意見が識者から相次ぎ、「表面には触らずひもを持って上げ下げする」という折衷案で着地点を見出した。しかし、これについても専門家からは「人にうつさない部分では有効だが、自分自身が感染しないという意味では不十分。アゴにずらすというのは感染症的によろしくない」と指摘を受けた。府は宣言解除後のリバウンド対策として大阪市内では飲食店に対する午後9時までの営業時間短縮要請を続けたが、3月下旬には府内の新規感染者は300人台へと急増し、吉村は3月29日、蔓延防止等重点措置の適用を政府に申請するとともにマスク会食の徹底や飲食店へのアクリル板や二酸化炭素濃度センサーの設置を呼び掛けた。アクリル板の設置などは宣言解除時でも要請できたものであるため、府医師会の茂松茂人会長は「宣言が解除された時から、飲食店の感染対策を進めるべきだった」と苦言を呈した。4月5日には大阪などに蔓延防止等重点措置が適用されたことを受け、府市の職員計40人でマスク会食などの飲食店の感染防止対策をチェックする「見回り隊」の運用を始めたが、マスク会食の推奨については専門家からは「マスク会食なんかを勧めたら『会食していい』と言っていると誤解される。なぜ会食禁止にしないのか」（近畿大学吉田耕一郎教授（感染症学））などの批判もあり、13日には一日の新規感染者数が1,000人を超えたことを受け府も少人数での「マスク会食」も控えるように呼びかけるなど、軌道修正を余儀なくされた。
また、2月に緊急事態宣言が解除されたことを受け、大阪府は3月初旬、医療機関に対し重症病床の数を府内全体の確保計画で「150床」と定める「フェーズ3」の状態まで減らすよう要請しており、医療機関は病床を減らし、すぐに使える重症病床は減少していったが、3月下旬になって新型コロナの感染が急拡大し、大阪府は3月31日に再度、重症病床を最大限、確保するよう各医療機関に要請を出した。しかし、いったん減らした重症病床をすぐに戻すことは難しく、4月7日に大阪府は医療非常事態宣言を再度発令した。
大阪府内の重症患者用の病床が逼迫していることを受け、4月6日には軽症・中等症病床でも重症患者を診るようになり、12日に府は不急の手術の延期など、一般医療を一部制限して病床を追加確保するよう要請。15日には軽症・中等症病床の重症患者も含めると重症病床使用率が事実上100％を超える事態となり、20日には新型コロナウイルスに感染した大阪市内の男性の救急搬送先が見つからず、救急車内で1日半ほど待機する事例も発生。同20日の府の専門家会議では、座長の朝野が「医療崩壊といっていい状況だ」と指摘した。同日には政府が大阪府などを対象に3回目の緊急事態宣言を発令する準備に入ったが、2回目の宣言解除後大阪で感染が拡大したことで、政権内からは吉村の手腕を疑問視する声が噴出した。
4月21日に吉村は記者会見で新型コロナウイルス対策強化のための令和3年度一般会計補正予算を専決処分したと発表した。飲食店への協力金費用約1,221億円や、二酸化炭素濃度センサーの設置助成金約116億円のほか、飲食店への「見回り隊」の関連費用は約2億円盛り込まれた。見回り隊は3回目の宣言が発令された同25日からは巡回範囲を府内全域に広げたうえで、府市町村職員と業者がペアを組む600人態勢とした。この見回り隊はアルバイトも多く、ネットでは「大量募集　時給1300円　飲食店見回り業務！」といった募集もあった。また、店外からチェックするだけであったり、すでに閉店した店ばかりのリストを手渡されていたりなどずさんなチェック体制も報じられ、飲食店からは「こんなのに税金使っているなら、俺たち（店）の支援をもっとやってほしい」との意見も多数寄せられた。
第4波では、大阪府での死者が多く出た。累計死者数は5月22日時点で2114人で、人口の多い東京都の2015人より多く。府が第4波とする3月1日以降、5月21日までの死者は973人で全国の22.7％を占め、2番目に多い東京の634人を大きく引き離している。同期間の10万人あたりの死者数は大阪府が全国最多の11.0人で、東京都(全国5番目)の4.6人の2倍以上だった。5月1日から31日までの１か月間の死者数は859人と月間の死者数としては最多で1月の347人を超え倍以上となった。3回目の緊急事態宣言が出た4月25日以降、6月4日までの約1か月で、大阪府では2万5161人が感染し、1051人が死亡した。こうした現状に医療現場からは、2回目の緊急事態宣言を前倒しで終了し重症病床を削減させた大阪府の責任を訴える声もある。こうした批判もある中、吉村の対応について立憲民主党の枝野幸男代表が、5月10日の衆院予算委員会で「3月1日に重症病床の確保数を3割減らす通知を出している。病床不足に輪をかけた」と批判した。6月4日に吉村は「現場の要請に応じて運用病床を減らすとなると、どこかの立憲民主党代表から『吉村が病床を減らしたんじゃないか。一番悪いのは、吉村だ』といわれないようにしないといけない」「理解のない野党第一党党首にいちゃもんをつけられたら、うっとうしい」などと主張し反論した。
また、大阪府の時短協力金の支給は2月に受け付けた「第1期」ですら、4月下旬までの支給率は約5割にとどまり、吉村は「府の人員体制を強化し、（支給手続きを）進めたい」と述べた。5月中旬時点での「第1期」の協力金の支給率は緊急事態宣言が出された都府県のうち大阪を除く10都府県が8割を超えたのに対し、大阪が56%で最も低かった。吉村は「第1期」の支給遅れに対し、5月18日に同月中に支給完了を目指す考えを示したが、6月中旬時点での支給率は78%で、11都府県の中で唯一90%台に達しなかった。協力金の支給を巡っては東京都が民間委託で300人、都職員300人の600人態勢を組み迅速化を図ったのに対し、大阪府は民間委託が200人体制なのに対し府職員は3月末まで2、3人だけで対応しており、民間への丸投げが支給遅れを招いた。

## 選挙歴
| 当落 | 選挙                   | 執行日         | 年齢 | 選挙区      | 政党         | 得票数      | 得票率 | 定数 | 得票順位 /候補者数 | 政党内比例順位 /政党当選者数 |
| ---- | ---------------------- | -------------- | ---- | ----------- | ------------ | ----------- | ------ | ---- | ------------------ | ---------------------------- |
| 当   | 大阪市議会議員選挙     | 2011年4月10日  | 35   | 北区        | 大阪維新の会 | 7386票      | 19.7%  | 3    | 2/7                | /                            |
| 比当 | 第47回衆議院議員総選挙 | 2014年12月14日 | 39   | 大阪府第4区 | 維新の党     | 7万4101票   | 34.9%  | 1    | 2/4                | 4/8                          |
| 当   | 大阪市長選挙           | 2015年11月22日 | 40   | ――          | 大阪維新の会 | 59万6045票  | 56.4%  | 1    | 1/4                | /                            |
| 当   | 大阪府知事選挙         | 2019年4月7日   | 43   | ――          | 大阪維新の会 | 226万6103票 | 64.4%  | 1    | 1/2                | /                            |
| 当   | 大阪府知事選挙         | 2023年4月9日   | 47   | ――          | 大阪維新の会 | 243万9444票 | 73.7%  | 1    | 1/6                | /                            |

## 人物
- サラリーマンの家庭に生まれる[7]。兄弟には、大阪万博の1970年に生まれて「利博」と名付けられた5歳年上の兄がいる[167]。
- 父親は大阪[168]、母親は広島の出身[169][170][171]。広島は親戚も多く、司法修習生時代を過ごした土地で、広島に対する思いがあり、2019年夏の自身のボーナス40万円を西日本豪雨で被災した広島市に全額寄付した[170][172]。
- 身長178センチ、体重72.3キロ（2021年10月）[168]。
- 家族は妻、長女・次女（双子）、長男[7]。
- 大学受験はセンター試験に失敗し、二次試験の配点が高い、東北大学と九州大学が候補となり、暖かそうな九州大学を選んだ[173]。
- 剣道初段[7]、高校ではラグビー部所属の文武両道。吉村は自身の高校時代を、「毎日毎日、遅くまで花園を目指して楕円球（だえんきゅう）を追いかけていました。勉強は不十分でしたが、良い青春時代でした」と語っている[7]。
- 同級生によると、「口数も少なく、みんなを引っ張っていくリーダータイプでは決してなかった」。また、“女性から支持率の高いイケメン政治家”とされるが、「高校時代モテたという話は聞いたことがない」とのこと[174]。
- 同じ維新の会のメンバーである元大阪府知事・元大阪市長の橋下徹、前大阪府知事・前大阪市長の松井一郎は、それぞれ吉村について「素晴らしい政治家。優秀」「能力の高い覚悟を持った政治家」等、高く評価している[175][176]。一方で、首長としては独断専行の傾向もあり、職員からは橋下や松井の方が助言を聞いてくれたとの意見もある[18]。
- 吉村自身は「スーツが嫌い」と公言している。また、「一回服を買ったら5年から10年は着る」とも語っている[177]。
- 健康維持の方法は、寝る前にお菓子食べること[168]。
- 休日の過ごし方としては、「時間があれば、子供と一緒に公園で遊んだり、サッカーをしたりしている」とのこと[7]。
- 2016年、第10回ベスト・プラウド・ファーザー賞in関西 政治部門を受賞[178]。
- 2020年4月12日、FM大阪の「WELFARE group presents それU.K.!! ミライbridge」に出演。ターニングポイントになった曲として、司法試験勉強中に励まされたエレファントカシマシ「今宵の月のように」をリクエスト[179]。
- やしきたかじんの死後、遺言執行者を務めたが、たかじんの最初の妻との娘と、最後（3人目）の妻との間で遺産の遺留分などを巡ってトラブルが発生したため、双方から距離を置き、解任請求を受けて辞任した[180]。
- 万博の企業選定に関わり、出展企業であり、利害関係者である大和ハウスからパーティー券として40万円の献金を受けていた。このことは大阪府の公開している友洋会の収支報告書[181]から判明した[182]。

## 出演

### 映画
- 鬼ガール!!（2020年公開） - 大阪府知事吉村洋文役
- 天外者（2020年公開）
- 劇場版 センキョナンデス（2023年2月18日、監督：ダースレイダー、プチ鹿島）